# 外山恒一
外山恒一（1970年7月26日—），日本政治活動家、前衛藝術家、革命家、評論家。他出生於鹿兒島縣，住在福岡。 他因在2007年東京都知事選舉電視政見發表會上發表「推翻政府」和「選舉與少數派無關」言論，在網路上造成轟動，於2ch上被稱為「絕對神」。
海報上也明白地寫出「推翻政府」的訴求。最後以得票15059票落選。
2008年美國總統大選期間，外山亦自拍了一部美國總統競選演說短片。

## 著作
- 『最低ですかーっ!—外山恒一語録』 不知火書房、2004年12月 ISBN 488345066X

## 外部連結
- 外山恒一的X（前Twitter）

1. ↑  .   [2023-01-18]. （原始内容存档于2023-03-07）.
2. ↑  . 30 December 2013  [2023-01-18]. （原始内容存档于2023-03-20）.